# David Bradley
David Bradley, ameriški računalnikar, * 4. januar 1949.
Bil je profesor za elektrotehniko in računalništvo na Florida Atlantic University. Je eden izmed najbolj znanih inženirjev pri IBM. Leta 1980 je bil eden izmed dvanajstih inženirjev v razvoju prvega IBM Personal Computer. Razvil je ROM BIOS in kombinacijo tipk Control-Alt-Delete. Na začetku ta kombinacija ni bila mišljena za navadne uporabnike, ampak za programerje. Ta kombinacija je omogočala ponovno zagnati računalnik, ne da bi ugasnil. Leta 1984 je sodeloval pri upravljanju razvoja Personal System 2 Model 30. Novembra 1987 je postal vodja naprednega oblikovanja procesorja. Njegova skupina je razvila 486/25 Power Platform in PS/2 Model 90 ter 95. Leta 1991 je postal menedžer sistemske arhitekture za IBM-ov Entry Systems Technology Group. Čez leto dni je prevzel isto vlogo pri skupini, ki je razvila osebni računalnik na osnovi PowerPC RISC mikroprocesorja. Nato se je vrnil na položaj menedžerja arhitekture v skupini za osebni računalnik. 30. januarja 2004 se je Bradley upokojil.

## Dela
Bradley je napisal knjigo Assembly Language Programming for the IBM Personal Computer (1984), ki je pozneje izšla tudi v francoskem prevodu. Je avtor sedmih v ZDA registriranih patentov.